# Вермитехнология
Вермитехноло́гия — мероприятия по культивированию компостных дождевых червей на разных субстратах в различных экологических условиях, производство и накопление их экскрементов, получение вермикомпоста и биомассы червей. Использование вермитехнологии на научной основе является серьёзной альтернативой существующим технологиям утилизации всех органических отходов: навоз животных, птичий помёт, отходы деревообрабатывающей, целлюлозно-бумажной, рыбной, мясной и пищевой промышленности, отходы овощных баз, магазинов, кафе и ресторанов, бытовые отходы, осадки сточных вод, осадки очистных сооружений и др.